# San Asensio
San Asensio és un municipi de la Rioja, a la regió de la Rioja Alta. entorn de la vall de l'Ebre i el riu Najerilla sobre un turó. La seva activitat econòmica se centra principalment en la viticultura i l'elaboració de vins de qualitat dintre de la Denominació d'Origen Qualificada Rioja. És considerada "bressol del claret", entorn del qual es fa una incruenta batalla festiva el mes de juliol.

## Entorn geogràfic
El municipi limita al nord amb San Vicente de la Sonsierra; a l'est amb Torremontalbo i Cenicero; al sud amb Uruñuela, Hormilleja, Nájera i Hormilla; i a l'oest amb Briones. Té unes llacunes denominades "Lagunas Salinas".

## Història
La primera constància documental de la vila apareix en una donació de García Sánchez "el de Nájera" al Monestir de Santa María la Real de Nájera realitzada en 1052.
| « | Sanctum Salvarorem de Ascensio cum omnibus suis pertinentiis | » |

La història de San Asensio està molt lligada a la de Davalillo. Així Prudencio de Sandoval inclou en la seva obra Historia de San Millán un privilegi donat en 1096 per Sanç el Brau, en el qual apareix el trasllat dels habitants de Davalillo a San Asensio, la qual cosa sembla no ser certa, ja que o bé molts veïns van seguir vivint a Davalillo o bé per aquest nom es coneixia també San Asensio, ja que en les Corts de Castella celebrades a Burgos en 1315, figura Martín Pérez com a procurador de "Davalillo" i el 6 d'agost de 1358 es van reunir a Haro la junta dels principals pobles pròxims, entre els quals constava Davalillo i no San Asensio, per a unir-se i auxiliar-se contra els malfactors o poderosos, formant les Ordenances. La vila va pertànyer a la junta de Valpierre i era de reialenc.